# Nina Kukowski
Nina Kukowski (* 22. Oktober 1960 in Leverkusen) ist eine deutsche Geophysikerin. Seit 2010 ist sie Lehrstuhlinhaberin für Allgemeine Geophysik an der Fakultät für Chemie und Geowissenschaften der Friedrich-Schiller-Universität Jena.

## Werdegang
Kukowski studierte von 1981 bis 1988 Geophysik und Geologie am Institut für Geophysik der Technischen Universität Clausthal. Dort begann sie ihre Promotion, die sie 1992 mit der ersten geophysikalischen Dissertation an der Universität Bonn zur numerischen Modellierung plutonischer hydrothermaler Systeme in der kontinentalen Kruste abschloss.
Ab 1993 war sie Hochschulassistentin am Leibniz-Institut für Meeresforschung (GEOMAR) der Universität Kiel. 1999 wechselte sie zum Helmholtz-Zentrum Potsdam – Deutsches GeoForschungsZentrum, wo sie bis 2010 das Geodynamische Labor leitete. 2004 und 2006 war sie Research Fellow am GNS in Lower Hutt (Neuseeland), von 2006 bis 2007 ISES Research Fellow an der VU Amsterdam (Niederlande).
2010 erhielt sie einen Ruf an die Friedrich-Schiller-Universität Jena, wo sie seitdem eine Professur in Allgemeiner Geophysik innehat. Dort liegen ihre Arbeitsschwerpunkte auf dem Gebiet der numerischen und physikalisch experimentellen Simulation geophysikalischer Prozesse.